# Milano United F.C.
O Milano United F.C. é um clube de futebol sul-africano com sede em Grassy Park, Cidade do Cabo. A equipe compete na National First Division.

## História
O clube foi fundado em 1986.